# Barreiros (Spanyolország)
Barreiros egy község Spanyolországban, Lugo tartományban. Barreiros Ribadeo, Trabada, Lourenzá és Foz községekkel határos. Lakosainak száma 3030 fő (2024).

## Népesség
A település népessége az elmúlt években az alábbi módon változott:
| Lakosok száma | 3370 | 3278 | 3246 | 3244 | 3124 | 2994 | 2948 | 2934 | 3020 | 3030 |
|               | 2001 | 2004 | 2007 | 2009 | 2012 | 2014 | 2017 | 2019 | 2022 | 2024 |